# WWW (ライブハウス)
WWW（ダブリュダブリュダブリュー）、およびWWW X（ダブリュダブリュダブリューエックス）は、東京都渋谷区宇田川町にあるライブイベントスペース。WWWは大文字。地名を入れて「Shibuya WWW(WWW X)」または「渋谷WWW(WWW X)」と表記する場合もある。通称「ダブダブ」(WWW)、「ダブダブエックス」(WWW X)。運営は株式会社スペースシャワーネットワーク。

## 概要
2010年6月30日にミニシアター・シネマライズの規模縮小に伴い3スクリーンのうち2スクリーンが閉鎖。その跡地を改修し、同年11月19日にオープン（杮落し公演は神聖かまってちゃん）。主に、若者に人気の日本のミュージシャン・アーティスト・アイドルのライブで使用される。国内最高レベルの音響、照明、映像設備を採用し、年間約12万人の来場者で賑わう。
放送、インターネット、Ustreamとの連動も特徴で、ステージ背面に配置した300インチを超えるホリゾント幕に、映像を10,000lmプロジェクターで投影できる。スペイン坂の地下という立地でアクセスも良い。
元映画館（シネマライズBF館）のつくりを活かした段差のある客席フロアは、オールスタンディングで500人収容可能。天井が高く「劇場型ライブハウス」と呼ばれる。
併設のラウンジはもう一つの映画スクリーン（シネマライズ ライズX）があった場所で、DJやアコースティックライブの利用が可能となっている。2017年8月、「WWWβ」（ダブリュダブリュダブリュベータ）としてクラブイベント等で使われている。
シネマライズで残った1スクリーンも2016年1月に閉鎖、跡地（同ビル2階）に2号店としてWWW Xが9月1日にオープンした（杮落とし公演はcero）。フロアはフラットな形状でキャパシティはWWWより一回り大きい。

## 施設概要

### WWW
- ライズビル地下1階。客席フロアは段差のあるオールスタンディングスタイル。
- 収容人数 - 400人[4]
- コインロッカー - 入場後利用できる400円のコインロッカーが105個。
- ラウンジの営業を中止して、楽屋として使用することも可能。
- 機材等の搬入経路および客の動線は、階段のみ[1]。

### WWW X
- ライズビル2階。客席フロアはフラットでオールスタンディング。
- 収容人数 - 約600人
- コインロッカー - 入場後利用できる400円のコインロッカーが225個。